# Chinesische Nationalspiele 2001/Badminton
Bei den Chinesischen Nationalspielen 2001 wurden vom 11. bis zum 25. November 2001 in Guangzhou im Badminton fünf Einzel- und zwei Teamwettbewerbe ausgetragen.

## Sieger und Finalisten
| Disziplin    | Gold                  | Silber                |
| ------------ | --------------------- | --------------------- |
| Herreneinzel | Luo Yigang            | Lin Dan               |
| Dameneinzel  | Gong Zhichao          | Zhou Mi               |
| Herrendoppel | Zhang Wei Wang Wei    | Liu Jianjun Sang Yang |
| Damendoppel  | Yang Wei Zhang Jiewen | Gu Jun Ge Fei         |
| Mixed        | Sun Jun Ge Fei        | Zheng Bo Huang Sui    |
| Herrenteam   | Jiangsu               | Guangdong             |
| Damenteam    | Hunan                 | Guangdong             |